# 京都オーシャンロード
京都オーシャンロード（きょうと-）とは、京都府北部地域の自治体、事業者、地域団体などが連携して取り組む自転車観光推進プロジェクト、またはそのエリアを言う。2019年（令和元年）5月30日に主催団体が発足、電動アシスト自転車を取り入れて特化、サイクリング初心者でも高低差や距離による体力的な制約をやわらげ取り組みやすい工夫をする。2020年1月に報告会を行い矢ケ崎紀子（世界水準の DMO のあり方に関する検討会座長・東京女子大学） や観光庁観光地域振興部から基調講演者を招待する。今後の課題として導入コストやイベント広報の訴求力ならびに通年化、利用者の利便性として充電設備の増加など、課題があがっている。

## 地域
明確な線引きはないが、舞鶴～天橋立～伊根～経ヶ岬～間人（たいざ）～夕日ヶ浦～城崎（きのさき）を結ぶ海岸地域一体を自転車観光振興エリアとして想定している。行政管轄は京都府から兵庫県にわたる。初年度は伊根の舟屋や夕日ヶ浦、久美浜湾など立ち寄り先ごとに８コースが企画された。また関連行事として久美浜 神の箱庭ライド（2019年10月12日）が企画される。

## 取り組み
e-BIKEを主体とした、地域発コンテンツの造成と二次交通網整備及び地域のブランディングによる地域消費増大を目的としている。
主な取り組みとして次の各項目などを行い、DMO事業の拡充を図っている。
- e-BIKEによる各地のツアーイベント開催
- 地域内e-BIKEの事業者間融通
- 地域のサイクリングMAPの作成、配布
- 地域事業者等の連絡会議、講演会の開催
- ガイド育成、教訓共有
- 情報発信

同地域のサイクリングツーリズムとして、通年でサイクリングツアーを企画する伊根、通常のレンタル自転車で周辺16kmのサイクリングをっ公募により「くみいち」（2015年）と命名した久美浜（海の京都京丹後市実践会議）の先行事例がある。久美浜は貸出施設3ヵ所のいずれかに返却できる方式を採用。また天橋立には北側の元伊勢籠神社に近い一の宮桟橋と、南側の智恩寺に隣接する天橋立桟橋のそれぞれの観光船切符売り場に貸出・返却施設を併設し、片道利用が可能。

## 京都オーシャンロード実行委員会
構成団体
- 京都府丹後広域振興局企画振興室
- （一社）サイクル・リビングラボ[9]
- （一社）京都府北部地域連携都市圏公社（海の京都DMO）
- WILLER TRAINS（株）　鉄道事業[10]、長距離高速バス事業者
- 丹後海陸交通（株）　遊覧船やレンタサイクルの交通事業とケーブルカーほか観光事業を提供[11]。
- ブルードラゴン
- （一社）京丹後龍宮プロジェクト[12]
- 五箇プロジェクト[13]
- 小天橋観光協会[12]
- 楽夕会
- （株）丹後王国[14]
- 宇川温泉よし野の里
- 伊根町観光協会

## 沿革
- 2019年5月30日に実行委員会が発足[2]、秋の行楽シーズンに合わせて同年9月から11月に期間限定で秋のライドイベントを実施する。2020年1月に成果と課題を発表する報告会を行った[3]。
- 2020年7月10日、委員会の中核組織として、e-Bikeの貸出、ツアー等の収益事業を行う「合同会社 海の京都e-Bikes」を地域事業者が連合して設立
- 2020年9月、サービス開始からe-Bikeの累計利用客数が1000人を突破[15]
- 2020年10月1日から、海の京都DMOとラジオ局αステーションが連携して海の京都のe-Bike旅をプロモーション[16]

## コンテンツ
レンタル
- 宇川温泉e-BIKEレンタル
- うまし宿とト屋e-BIKEレンタル
- 天橋立駅前（智恵くらべ）
- 京都府立丹後海と星の見える丘公園

ツアーとレンタル
- 伊根e-BIKEツアー、レンタル[17]
- 橋立ベイホテルe-BIKEツアー・レンタル[18]
- 夕日ヶ浦e-Bikeツアー・レンタル

地域内で利用できるe-BIKEは、ヤマハ発動機製（PAS brace、PAS city-C、PAS city-X、PAS-SION、PAS kiss, YPJ-C、YPJ-EC、YPJ-TC, YPJ-XC, YPJ-ER）、ブリヂストンサイクル製 Real stream、GIANT製（ESCAPE RX E+, ESCAPE RX W-E+）などがある。